# Алотропний перехід
Алотропний перехід (англ. allotropic transition) — перехід чистого хімічного елемента при певних температурі та тиску з однієї кристалічної структури в іншу, яка складається з тих же атомів, але має інші властивості. 
Наприклад, перехід графіту в алмаз, заліза з об'ємноцентрованою кубічною ґраткою в залізо з гранецентрованою кубічною ґраткою, орторомбічної сірки в моноклінічну.
Синонім — алотріоморфний перехід.